# Karen Horney
Karen Horney (IPAc ˈhɔrnaɪ); nacida Karen Danielsen, (Blankenese, Hamburgo, 16 de septiembre de 1885-Nueva York, 4 de diciembre de 1952) fue una psiquiatra y psicoanalista alemana naturalizada estadounidense. Sus teorías cuestionaron ciertos puntos tradicionales del pensamiento de Sigmund Freud, como por ejemplo, que las diferencias psicológicas entre el hombre y la mujer no son producto inherente de la biología humana, sino que deben su origen a diversos factores culturales y sociales. Su pensamiento es clasificado dentro del neofreudismo.

## Biografía
Karen era hija del matrimonio formado por Berndt Wackels Danielsen (1836-1910), un capitán de marina noruego y de su segunda esposa, Clothilde ("Sonni") van Ronzelen (1853-1911), casi 20 años más joven que él. La familia, de religión luterana y con un sello muy conservador impuesto por el padre, tenía residencia en Eilbek, un barrio de Hamburgo. Karen convivió aquí con sus padres, su hermano (nacido en 1882) y los cuatro hijos del anterior matrimonio de Berndt.
Karen creció en un ambiente familiar de grandes tensiones. Clothilde, la madre de Karen no amaba a su esposo Berndt, e incluso lo despreciaba, pero se había casado con él por el temor de no tener otra posibilidad, sentimiento que imbuyó en su hija.
La madre alentó a Karen, desde que tenía 13 años, para que estudiara medicina. Con ese fin, tenía que integrarse en el liceo de Hamburgo que, recientemente, había autorizado por primera vez el acceso de chicas. Así lo hizo, en contra de la voluntad de su padre.
Tres años después, fijó su residencia en Hamburgo para realizar los estudios previos de acceso a la Universidad. Fue apoyada por su madre quien, para sufragar los gastos, alquiló a jóvenes estudiantes algunas habitaciones de la casa.
En 1904 la madre de Karen se separó de su esposo y en 1906 Karen y su madre se mudaron a Friburgo en cuya universidad inició los estudios para la licenciatura en medicina, cuando contaba con 21 años de edad.
En este período conoció a Oskar Horney, quien cursaba economía política en Braunschweig.
Para completar sus estudios de medicina, se trasladó a Gotinga, donde vivió de manera independiente (ya sin su madre) durante una temporada.
En 1909, contrajo matrimonio con Oskar Horney y se estableció en Berlín. La madre de Karen vivía con la pareja y lo que ganaba el esposo de Karen constituía el financiamiento para el sustento familiar.
Karen y su esposo tuvieron 3 hijas, nacidas ente 1910 y 1916. La familia se instaló en la opulenta villa de Zehlendorf. En este período fallecieron los padres de Karen: su padre en 1910 y su madre, en 1911. Este mismo año, Karen finalizó la carrera en Berlín y comenzó a asistir a la Clínica Neuropsiquiátrica de la Universidad, donde conoció a Karl Abraham, con quien entró en análisis. Karl Abraham fundó en 1910 la primera Asociación Psicoanalítica Alemana con un pequeño grupo al que también perteneció Horney quien, al tiempo que adquiría su entrenamiento psicoanalítico, asistía a su psicoanálisis personal, con una frecuencia de seis sesiones por semana con Abraham. Le aquejaban ciertas dificultades sexuales y un prolongado estado depresivo. Abrahm atribuyó estos síntomas a que Karen se sentía atraída por hombres fuertes, motivados por fuertes deseos incestuosos reprimidos que ella sentiría respecto de su padre, en un intento poco feliz de aplicar al caso la tesis clásica de la envidia del pene. Horney rechazó esta interpretación y, aparte de abandonar el análisis, se convirtió más tarde en una autora muy crítica del psicoanálisis, particularmente respecto de este punto.
En febrero de 1912 presentó un trabajo sobre la educación sexual de los niños y en 1914, su tesis de doctorado que versó sobre el traumatismo físico como causa de la psicosis. En 1915, en plena guerra mundial, fue nombrada secretaria de la Asociación Psicoanalítica Alemana, con sede en Berlín.
En 1920 formó parte como analista didacta del entonces recientemente creado Instituto Psicoanalítico de Berlín, emprendiendo en este período un nuevo y breve análisis didáctico con Hanns Sachs. Este instituto fue el primero en la historia del psicoanálisis que se dedicó de manera sistemática a la formación de analistas sobre la base de los tres pilares que tradicionalemente se consideran indispensables (y que hasta hoy subsisten como norma) en los institutos de las asociaciones o sociedades oficiales:
- el psicoanálisis didáctico (que en las distintas escuelas puede mostrar variantes que van desde el autoanálisis hasta el psicoanálsis regular, pero de la propia persona),
- la formación teórica sistemática en los conceptos fundamentales del psicoanálisis y
- el análisis supervisado de casos clínicos.

En 1923, el negocio de Oskar Horney se vino abajo, desarrolló una meningitis y se transformó en un hombre ruinoso, moroso y argumentativo. En este mismo año, el hermano de Karen falleció a la edad de 40 años, a consecuencia de una infección pulmonar.
Durante los años de 1926 y 1927 Karen y sus tres hijas se fueron a vivir a un apartamento menos costoso, tomando huéspedes para sufragar los gastos familiares. En 1927 se produjo la ruptura con Oskar, aunque el divorcio oficial no tendría lugar hasta inicios de 1937.

## Obra y aporte teórico
A pesar de que Karen llegó a ser una mujer célebre durante su vida y no solamente por su papel en los inicios del movimiento psicoanalítico (por ejemplo Abraham Maslow la reconoció, junto a otros autores, como una de las fundadoras de la psicología humanista), tras su muerte en 1952 sus ideas fueron relativamente ignoradas o cayeron en el olvido por más de una década. Sin embargo, esta situación sufrió un vuelco en 1967 con la publicación de Psicología Femenina, una colección de ensayos escritos en la primera fase de su pensamiento (décadas de 1920 y 1930).
El tema femenino fue abandonado por Horney en 1935, al arribar a la conclusión de que el papel de la cultura en la formación de la psique femenina, hace que sea imposible determinar lo que es claramente femenino. El conocimiento de estos ensayos a finales de los años 60, ha dado lugar a un reconocimiento creciente de Karen Horney como la primera gran feminista psicoanalista.
Pero además, proporcionó un modelo para las terapias, rechazando su carácter autoritario por aquel entonces vigente. En 1937 publicó La personalidad neurótica de nuestro tiempo, obra que llegó a ser un auténtico best-seller. desarrolla una teoría sobre el origen de la angustia en las relaciones tempranas con las figuras parentales:

«.. si falta calor por parte de los padres en el contacto con sus hijos, ello originará en éstos frustración, intimidación y hostilidad. Y si tal hostilidad se prohíbe, terminará siendo reprimida, aunque se mostrará en fantasías de daño personal y en conductas sociales desajustadas, todo lo cual sería la cuna de la angustia básica» 

Sus conceptos han influido en algunas de las descripciones de trastornos de la personalidad en el Manual diagnóstico y estadístico de los trastornos mentales (DSM- IV) (Washington, 1994 CC). Además de un valor clínico, sus teorías constituyen un sistema explicativo que se puede utilizar en otras disciplinas como la literatura y los estudios de la cultura y el género. También son aplicables a la religión y a la filosofía.

### Primera etapa
La primera fase de su obra, la etapa psicoanalítica propiamente tal, abarca hasta su partida a EE. UU. en 1932. Aunque jugaba un papel clave en el desarrollo teórico, a corto andar comenzó a mostrar ciertas disconformidades con el modelo psicoanalítico clásico, con las tesis de Freud, de Abraham y Deutsch. Mantuvo, por otro lado, que el psicoanálisis es la creación de un genio masculino, Sigmund Freud, y de una mayoría de discípulos igualmente varones, por lo que era lógico que solo se desarrollara una psicología desde la perspectiva fálica, que incluso llevó a estimar el clítoris como una especie de pequeño pene, olvidando completamente la vagina. En La sexualidad inhibida. Una contribución psicoanalítica al problema de la frigidez (Horney, 1926-1927), trata este desorden que ella misma padeció, llamando la atención sobre la definitiva influencia de los factores culturales, que evitaban que la mujer se expandiera y desarrollara sus posibilidades personales y sexuales.
Finalmente, negó la relación entre sentimientos de inferioridad de la mujer con los atributos anatómico-genitales, defendiendo su origen cultural y en los años treinta, en una publicación bajo el título de La desconfianza entre los sexos (Horney, 1931), defendió, entre otras cosas que, después de la primera infancia, el varón alimenta la imagen de una madre abnegada y sacrificada, que termina encarnando el ideal de mujer que puede llegar a satisfacer todos sus deseos y necesidades. Esto traería rápidamente consigo la envidia de ser madre, la que a su vez se pierde pronto porque la cultura en la se desenvuelve el individuo mantiene y alimenta la representación social de que la mujer es inferior al hombre (tal como también se recoge en la teoría freudiana de la envidia del pene).
Horney emigró a Estados Unidos el 22 de septiembre de 1932, solo acompañada por su hija Renate, pues las otras dos hijas ya eran independientes. Se nacionalizó norteamericana, convalidó sus estudios médicos y empezó a publicar creándose un notable prestigio y obteniendo elevados ingresos económicos en su consulta privada.

### Segunda etapa
El despegue del freudismo, que se extiende desde 1932 a 1941, en Estados Unidos. Horney se opuso a la orientación biologicista de Freud y revalorizó los descubrimientos sociológicos del maestro. En 1935 abandonó el tema de la Psicología femenina porque sentía que el papel de la cultura en la formación de la psique femenina hace que sea imposible determinar lo que es claramente femenino. En una conferencia titulada "La mujer es el miedo de Acción" (1935), argumentó que solo cuando las mujeres se hayan liberado de las concepciones de la feminidad fomentada por culturas dominadas por hombres, podremos descubrir la forma en que realmente se diferencian de los hombres psicológicamente.
En mayo de 1935, fue elegida miembro de la Asociación Psicoanalítica de Nueva York y analista didacta del Instituto Psicoanalítico de tal sociedad.
En 1937 publicó La personalidad neurótica de nuestro tiempo, que llegó a ser un auténtico best-seller. En esta obra aparecen con claridad sus nuevas ideas y sus originales propuestas terapéuticas. Destaca el valor cultural de la neurosis y disminuye la importancia de las causales biológicas instintivas en las que Freud ponía más énfasis. Por esta razón se la considera parte integrante del grupo de psicoanalistas culturalistas, junto a Erich Frommy Harry Stack Sullivan, quienes tienen fundamentalmente en cuenta las relaciones entre el hombre y la sociedad disminuyendo el valor de la libido y de las pulsiones. Se distanció de algunos de los principios básicos de Sigmund Freud, rechazando su concepto de envidia del pene y enfatizando la necesidad de ayudar a los pacientes identificando y confrontando las causas específicas de la angustia común, en vez de priorizar la focalización sobre los traumas de la infancia y las fantasías. Frente a El malestar de la cultura de Freud (1930), Horney planteó una actitud optimista muy acorde con la mentalidad del pueblo norteamericano, defendiendo que el sufrimiento psíquico humano era fruto de conflictos entre el individuo y la sociedad, que los padres podían atenuar o evitar si trataban adecuadamente a sus hijos, gracias a lo cual éstos podrían desarrollar una personalidad armónica y bien adaptada. El argumento del libro era muy sencillo: si falta calor por parte de los padres en el contacto con sus hijos, ello originará en éstos frustración, intimidación y hostilidad. Y si tal hostilidad se prohíbe, terminará siendo reprimida, aunque se mostrará en fantasías de daño personal y en conductas sociales desajustadas, todo lo cual sería la cuna de la angustia básica.
Las ideas de Horney se iban alejando cada vez más del marco freudiano, por lo que los miembros del Instituto Psicoanalítico de Nueva York empezaron a marginarla, invitándola a hablar solo de temas menores.

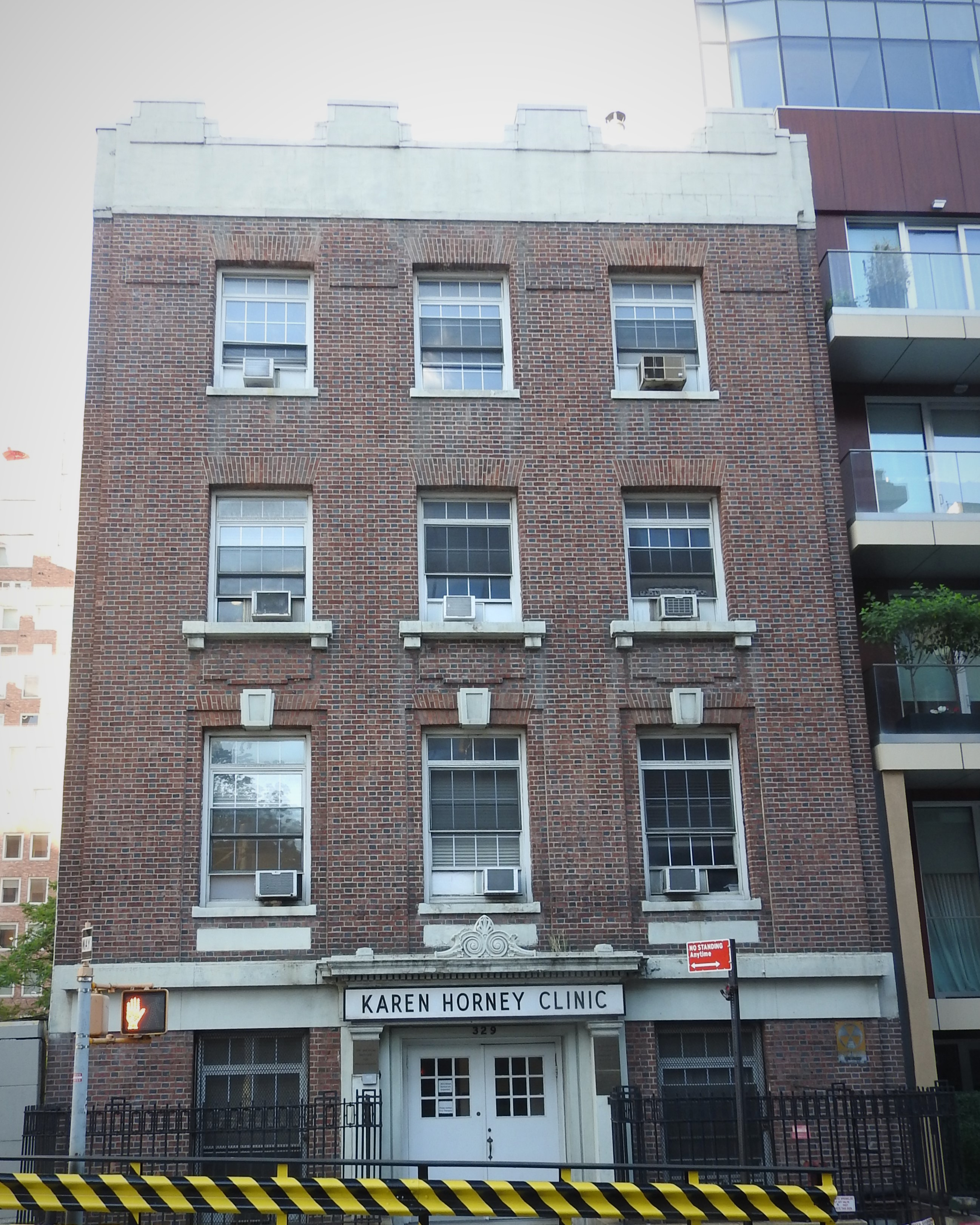
Instituto Norteamericano de Psicoanálisis o Clínica Karen Horney.

Al final de esta etapa renunciará a las instituciones psicoanalíticas, creando su propia institución, el llamado Instituto Norteamericano de Psicoanálisis.
Con El nuevo psicoanálisis (1939), el enfrentamiento con el modelo freudiano ya es total. En todo caso, para Horney la neurosis era fruto de una angustia básica nacida de una inadecuada educación infantil dentro del seno familiar, donde la violencia parental era la clave explicativa esencial.
En el marco terapéutico, Horney defiende una genuina psicoterapia que exige una peculiar relación terapéutica donde se impliquen una especie de actitud cuasi-materno/paternal que facilitara la reconstrucción del alterado self.
La mayor parte de los psicoanalistas freudianos de la época rechazaron tales propuestas teóricas y técnicas, torpedeando las enseñanzas institucionales de Horney.
En abril de 1941 se decidió que Horney dejara de ser analista didacta e instructora, pasando a mera conferenciante ocasional, cuestión que ocasionó la ruptura final.
Karen creó entonces la Asociación para el Avance (Progreso) del Psicoanálisis (AAP), que no fue reconocida por la Asociación Psicoanalítica Americana (APA), a pesar de que formaban parte de ella figuras como Erich Fromm, Harry S. Sullivan y Clara Thompson o que asistieran a dictar cursos y conferencias Margaret Mead, Franz Alexander, Abram Kardiner, Abe Maslow y otras figuras del momento.

### Tercera Etapa
El establecimiento de su propia doctrina, lo realiza desde 1942 hasta el final de su vida. Sus teorías están muy alejadas del psicoanálisis clásico, con claras influencias de Goldstein con su noción de organismo, de Smuts con su concepción holística, de Whitehead con su idea de proceso y de Bertalanffy con su enfoque acerca de los sistemas, así como de los antropólogos Kardiner, Linton y Margaret Mead.
En 1942 vivía en una nueva casa, teniendo como secretaria, enfermera y amiga a Gertrude Lederer-Echardt, suegra de su hija Marianne.
Cuando mantenía una relación amorosa con Fromm, ella publicó El autoanálisis y Fromm El miedo a la libertad, que tuvo mayor éxito que la publicación de Karen.[cita requerida] Esto trajo consigo celos y enfrentamientos mutuos, llegando Horney a plantearle a Fromm inconvenientes para ejercer su docencia en la AAP, ya que no era médico. Todo se complicó aún más con la decisión de Fromm de romper la relación amorosa con ella y por la rígida actitud de Karen en variados temas. Por todo ello, en 1943, Fromm, Sullivan, Thompson, Silberberg y otros cinco miembros más deciden dimitir de la AAP, lo que coincidió con el distanciamiento definitivo de su hija Marianne.
El golpe fue duro no solo personal, sino también para el progreso de la AAP, ya que por entonces se estaba tramitando su reconocimiento oficial por parte del Colegio Médico neoyorquino.
En 1944, Karen se va de vacaciones a Cuernavaca (México), donde por entonces vivía su hija Renate Bolongaro-Crevenna (1916-2009). Allí escribiría otro libro, Nuestros conflictos interiores (Horney, 1945), cuyo título original es el de Una teoría constructiva de las neurosis, que representó el apogeo de la doctrina de Horney frente a las ideas de Sigmund Freud, Helene Deutsch y Melanie Klein.
Vuelve a insistir en esta obra en que el origen de la neurosis está en la falta de afecto parental, lo que generaría una serie de rasgos caracteriales anómalos como productos defensivos, haciendo que se detuviera el desarrollo normal de las tendencias sociales sanas.
Sus ideas alcanzan la culminación en Neurosis y madurez (Horney, 1950), obra en donde el concepto de autorrealización de la psicología humanística supone el eje central del argumento.
Por entonces, se enamoró de un joven candidato de la AAP, que se había analizado con ella, lo que le trajo innumerables críticas.
Tras conocer a Suzuki, que preconizaba un acercamiento entre el budismo Zen y el psicoanálisis, viaja en el verano de 1952 a Japón, junto a su hija Brigitte que se había divorciado y trasladado a Nueva York en diciembre de 1951. Al regreso de Japón, aunque ya venía encontrándose mal desde el año anterior, se le diagnostica un cáncer y Karen Horney muere el 4 de diciembre de 1952, teniendo que interrumpir un curso que había empezado a dictar el 15 de septiembre de ese año en el Instituto Americano de Psicoanálisis.
Karen Horney, una pionera de la ruptura con el modelo freudiano para explicar la psicología femenina y el desarrollo humano sano y neurótico
Tras ser expulsada del New York Psychoanalytic Institute (Instituto psicoanalítico de Nueva York) en 1941, organizó un nuevo grupo, la Association for the Advancement of Psychoanalysis (Asociación para el Desarrollo del Psicoanálisis). Entre sus obras se más destacadas se encuentran The Neurotic Personality of Our Time (La personalidad neurótica de nuestro tiempo) (1937) y New Ways in Psychoanalysis (1939).
Karen Horney efectuó una revisión sistemática de los conceptos freudianos ortodoxos. Criticó firmemente la orientación biológica freudiana sosteniendo que muchos fenómenos que Freud consideraba genéticos eran, en realidad, productos culturales. Fue la primera en sostener que el deseo de amor puede tener aspectos neuróticos. Fue la primera en sostener la necesidad de auténtico amor del niño pequeño demostrando la enorme importancia que la sensación de desamparo en los primeros años de vida tiene para la elaboración de una neurosis.

## Obras (selección)
- Horney, Karen (2003, 2017). El proceso terapéutico: ensayos y conferencias (Segunda edición). Barcelona: Ediciones La Llave. ISBN 978-84-16145-33-1.
- Horney, Karen (1993). La personalidad neurótica de nuestro tiempo. Barcelona: Editorial Paidós. ISBN 978-84-7509-096-2.
- Horney, Karen (1980). Diario de una adolescente. New York, Basic Books. ISBN 978-04-6500-055-5.
- Horney, Karen (1945). Nuestros conflictos internos. Londres, Routledge. ISBN 978-04-1521-098-0.
- Horney, Karen (1939). Nuevos métodos en psicoanálisis. New York, W. W. Norton & company, inc. ISBN  978-03-9301-015-2.
- Horney, Karen. El autoanálisis. Buenos Aires, Psique. OCLC  	760501973.
- Horney, Karen. La neurosis y el desarrollo humano; la lucha por la autorrealizacion. Buenos Aires, Editorial Psique. OCLC  29842532.
- Horney, Karen. Psicología femenina. Madrid, Alianza. ISBN 978-84-2061-648-3.
- Horney, Karen. El nuevo psicoanálisis. México, Fondo de cultura económica. ISBN 978-96-8160-100-3.
- Horney, Karen. Ultimas conferencias. Buenos Aires, Paidós. ISBN  978-95-0124-132-7.
- Horney, Karen (2000). The unknown Karen Horney, essays on gender, culture, and psychoanalysis. New Haven, Yale University Press. ISBN 978-03-0008-042-1.
- Horney, Karen. Piensa usted psicoanalizarse?. Buenos Aires, Psique. OCLC  	30327715.
- Horney, Karen. Nuevas perspectivas del psicoanálisis. Buenos Aires, Psique. OCLC  	651239555.
- Horney, Karen. Nuestros conflictos interiores: una teoría constructiva sobre la neurosis. Buenos Aires, Editorial Psique. OCLC  	2915105.
- Horney, Karen. Neurosis y madurez. Buenos Aires, Psique. OCLC  	42519578.